# کارل لودویگ هنکه
کارل لودویگ هنکه (انگلیسی: Karl Ludwig Hencke؛ ۸ آوریل ۱۷۹۳ – ۲۱ سپتامبر ۱۸۶۶) ستاره‌شناس اهل آلمان بود.